# Franco Fabrizi
Franco Fabrizi, all'anagrafe Francesco Fabbrizzi (Cortemaggiore, 15 febbraio 1916 – Cortemaggiore, 18 ottobre 1995), è stato un attore italiano.
Attore essenzialmente cinematografico, impersonò con efficacia in molti film il personaggio del rubacuori di provincia, cinico ma affascinante, inaffidabile ma seduttivo, venendo diretto da registi come Federico Fellini, Michelangelo Antonioni, Tinto Brass, Pietro Germi e Luigi Zampa.

## Biografia
Nacque a Cortemaggiore, in provincia di Piacenza, il 15 febbraio 1916 (per anni altre fonti hanno riportato, invece, il 1926), figlio di Eugenio Fabbrizzi, un barbiere, e di Enrichetta Lippini, cassiera di cinema. Esordì come attore di prosa e di rivista, interpretando un capo indiano nel fotoromanzo Arizona Kid, sul periodico Avventuroso Film. Dopo qualche esperienza cinematografica minore, ottenne la sua prima parte di un certo rilievo in Cronaca di un amore (1950), il primo lungometraggio di Michelangelo Antonioni. Si mise in luce soprattutto interpretando il personaggio del dongiovanni Fausto ne I vitelloni (1953) di Federico Fellini.

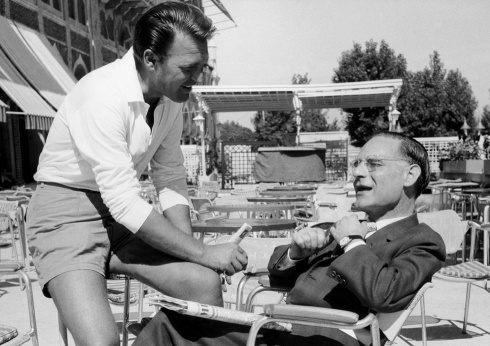
Franco Fabrizi con il critico Arturo Lanocita al Festival del Cinema di Venezia alla presentazione de I vitelloni (1953)

Anche nei film successivi, nei quali pure ricoprì ruoli principali e di co-protagonista, rimase sempre legato al cliché dello sbruffone un po' vigliacco: il seduttore Gino ne La romana (1954) di Luigi Zampa, l'amico facilone e confusionario in Camilla (1954) di Luciano Emmer, il truffatore Roberto ne Il bidone (1955) di Federico Fellini, l'architetto Cesare ne Le amiche (1955) di Michelangelo Antonioni, lo scioperato Alvaro in Racconti romani (1955) ed il medico fasullo Massimo Valdarena in Un maledetto imbroglio (1959) di Pietro Germi.
Tra le interpretazioni più significative negli anni sessanta quelle in Una vita difficile (1961) di Dino Risi, con Alberto Sordi, Gli onorevoli di Sergio Corbucci (1963), con Franca Valeri, La donna degli altri è sempre più bella (1963) di Marino Girolami, film collettivo con Franco e Ciccio e Ugo Tognazzi, Il comandante (1964) di Paolo Heusch, con Totò, Io la conoscevo bene (1965) di Antonio Pietrangeli, Signore & signori (1966) di Pietro Germi.
Dopo un'intensa attività nella prima parte degli anni settanta, ebbe un periodo più defilato, nel quale la carriera ebbe una pausa e la sua fama conobbe un appannamento: ma tornò poi alla ribalta per la sua ottima interpretazione di un produttore cinematografico in Action (1980) di Tinto Brass e nei panni di un conduttore televisivo disinvolto quanto cinico in Ginger e Fred (1986) di Federico Fellini.
Morì nel suo paese natale il 18 ottobre 1995 per un tumore del colon.

## Filmografia

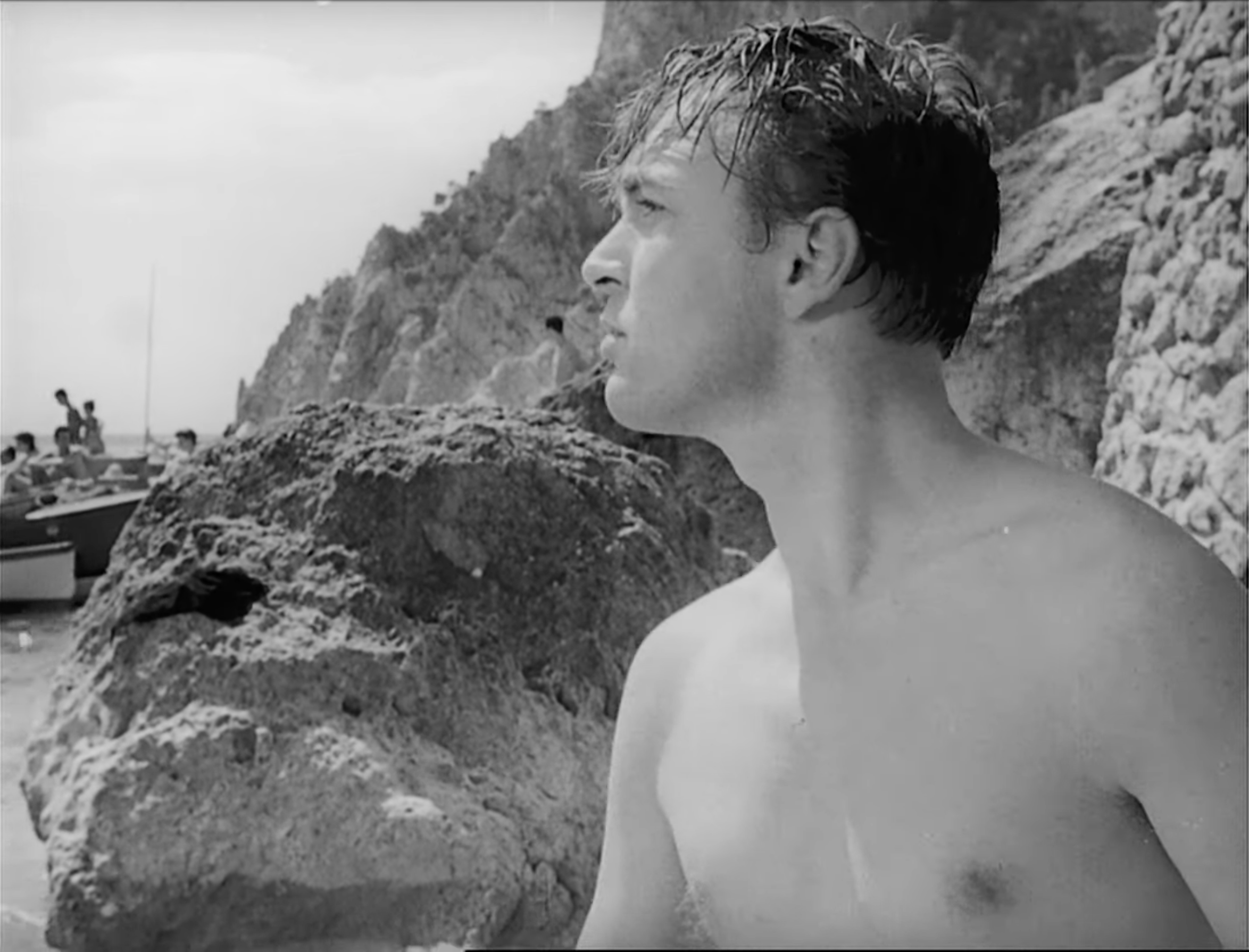
Franco Fabrizi in Ragazze da marito (1952)

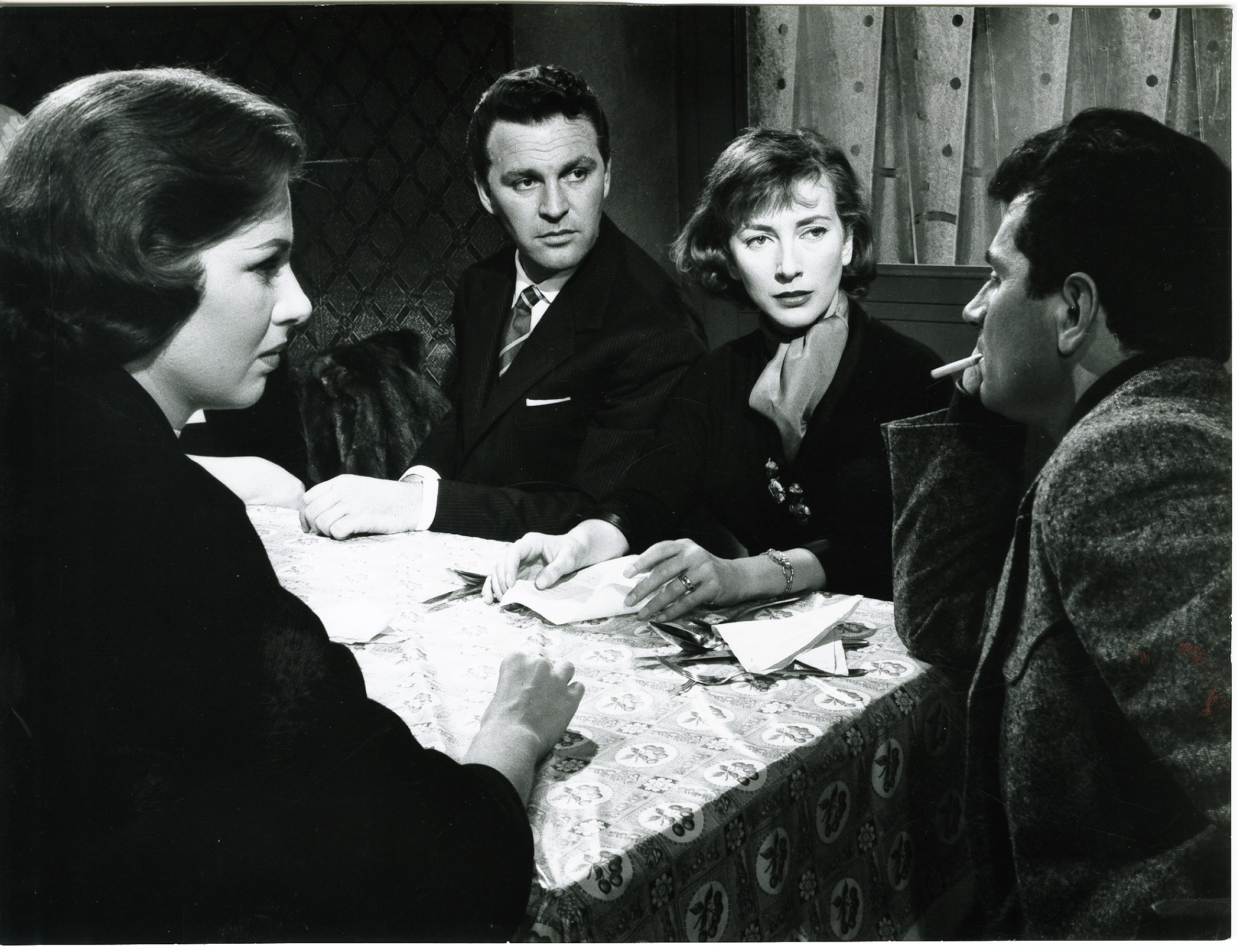
Franco Fabrizi (al centro) con Valentina Cortese (a destra) e Madeleine Fischer (a sinistra) in una scena del film Le amiche (1955)

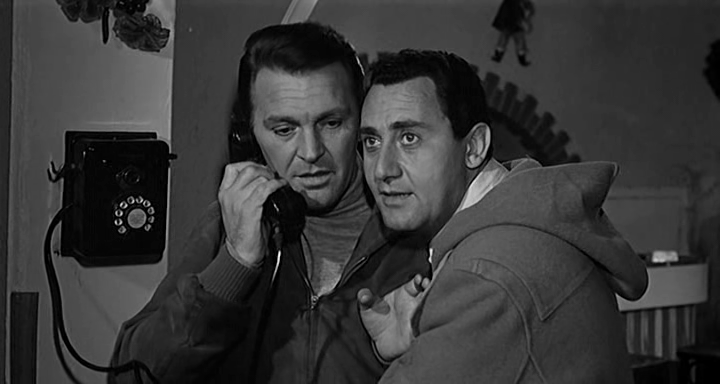
Franco Fabrizi con Alberto Sordi in Una vita difficile (1961)

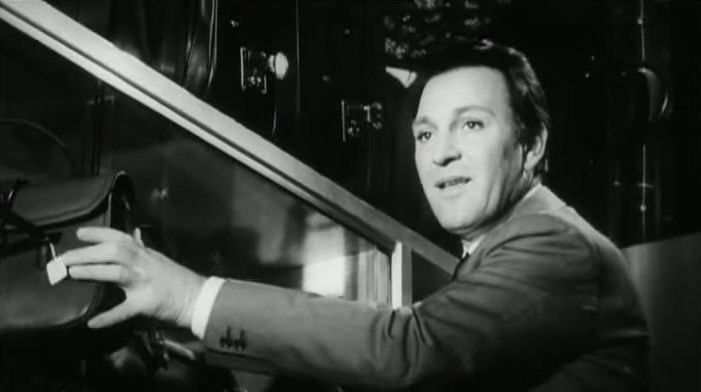
Franco Fabrizi in Signore & signori (1966)

### Cinema
- Cronaca di un amore, regia di Michelangelo Antonioni (1950)
- Carica eroica, regia di Francesco De Robertis (1952)
- Ragazze da marito, regia di Eduardo De Filippo (1952)
- La donna che inventò l'amore, regia di Ferruccio Cerio (1952)
- I vitelloni, regia di Federico Fellini (1953)
- Cristo è passato sull'aia, regia di Oreste Palella (1953)
- Il sacco di Roma, regia di Ferruccio Cerio (1953)
- Torna!, regia di Raffaello Matarazzo (1953)
- Vortice, regia di Raffaello Matarazzo (1953)
- Camilla, regia di Luciano Emmer (1954)
- Siluri umani, regia di Antonio Leonviola (1954)
- Addio mia bella signora, regia di Fernando Cerchio (1954)
- La romana, regia di Luigi Zampa (1954)
- La schiava del peccato, regia di Raffaello Matarazzo (1954)
- Nel gorgo del peccato, regia di Vittorio Cottafavi (1954)
- Il bidone, regia di Federico Fellini (1955)
- Le amiche, regia di Michelangelo Antonioni (1955)
- Racconti romani, regia di Gianni Franciolini (1955)
- Canzoni di tutta Italia, regia di Domenico Paolella (1955)
- Calabuig, regia di Luis García Berlanga (1956)
- Una pelliccia di visone, regia di Glauco Pellegrini (1956)
- Peccato di castità, regia di Gianni Franciolini (1956)
- Noi siamo le colonne, regia di Luigi Filippo D'Amico (1956)
- La donna del giorno, regia di Francesco Maselli (1956)
- Un colpo da due miliardi (Sait-on jamais), regia di Roger Vadim (1957)
- Tutti possono uccidermi (Tous peuvent me tuer), regia di Henri Decoin (1957)
- Mariti in città, regia di Luigi Comencini (1957)
- Racconti d'estate, regia di Gianni Franciolini (1958)
- Mogli pericolose, regia di Luigi Comencini (1958)
- Le dritte, regia di Mario Amendola (1958)
- È arrivata la parigina, regia di Camillo Mastrocinque (1958)
- Adorabili e bugiarde, regia di Nunzio Malasomma (1958)
- Anche l'inferno trema, regia di Piero Regnoli (1958)
- Addio per sempre, regia di Mario Costa (1958)
- Un maledetto imbroglio, regia di Pietro Germi (1959)
- I sicari di Hitler (Geheimaktion schwarze Kapelle), regia di Ralph Habib (1959)
- Appuntamento con il delitto (Un temoin dans la ville), regia di Édouard Molinaro (1959)
- Il moralista, regia di Giorgio Bianchi (1959)
- Le sorprese dell'amore, regia di Luigi Comencini (1959)
- Le notti di Lucrezia Borgia, regia di Sergio Grieco (1959)
- Costa Azzurra, regia di Vittorio Sala (1959)
- Genitori in blue-jeans, regia di Camillo Mastrocinque (1960)
- Via Margutta, regia di Mario Camerini (1960)
- Le svedesi, regia di Gian Luigi Polidoro (1960)
- Orazi e Curiazi, regia di Ferdinando Baldi (1961)
- Il relitto, regia di Michael Cacoyannis (1961)
- Il pozzo delle tre verità (Le puits aux trois vérité), regia di François Villiers (1961)
- I soliti rapinatori a Milano, regia di Giulio Petroni (1961)
- La moglie di mio marito, regia di Anthony Roman (1961)
- Una vita difficile, regia di Dino Risi (1961)
- Copacabana Palace, regia di Steno (1962)
- Il giorno più corto, regia di Sergio Corbucci (1962)
- La leggenda di Genoveffa, regia di Arthur Maria Rabenalt (1962)
- Il fuoco nella carne (Le Reflux), regia di Paul Gégauff (1962)
- Quattro notti con Alba, regia di Luigi Filippo D'Amico (1962)
- Il criminale, regia di Marcello Baldi (1962)
- Una domenica d'estate, regia di Giulio Petroni (1962)
- Gli onorevoli, regia di Sergio Corbucci (1963)
- Il sentiero dei disperati (Le Rat d'Amérique), regia di Jean-Gabriel Albicocco (1963)
- La donna degli altri è sempre più bella, regia di Marino Girolami (1963)
- Tempesta su Ceylon, regia di Gerd Oswald (1963)
- Il comandante, regia di Paolo Heusch (1963)
- I maniaci, regia di Lucio Fulci (1964)
- I complessi, regia di Dino Risi, Franco Rossi e Luigi Filippo D'Amico (1965)
- Spionaggio a Casablanca (Casablanca nid d'espion), regia di Henri Decoin (1965)
- Il misterioso signor Van Eyck (El misterioso señor Van Eyck), regia di Augustin Navarro (1965)
- Una questione d'onore, regia di Luigi Zampa (1965)
- Io la conoscevo bene, regia di Antonio Pietrangeli (1965)
- Signore & signori, regia di Pietro Germi (1966)
- Vacanze sulla neve, regia di Filippo Walter Ratti (1966)
- Vado in guerra a far quattrini (Le Facteur s'en va-t'en guerre), regia di Claude Bernard Aubert (1966)
- Che notte, ragazzi!, regia di Giorgio Capitani (1966)
- Le dolci signore, regia di Luigi Zampa (1967)
- The Viscount - Furto alla banca mondiale (Le vicomte règle ses comptes), regia di Maurice Cloche (1967)
- O l'ammazzo o la sposo (Bang-Bang), regia di Serge Piollet (1967)
- Si salvi chi può (Le petit baigneur), regia di Robert Dhéry (1968)
- Un dollaro per 7 vigliacchi, regia di Giorgio Gentili (1968)
- Sissignore, regia di Ugo Tognazzi (1968)
- Satyricon, regia di Gian Luigi Polidoro (1969)
- Le castagne sono buone, regia di Pietro Germi (1970)
- Morte a Venezia, regia di Luchino Visconti (1971)
- Il provinciale, regia di Luciano Salce (1971)
- Roma bene, regia di Carlo Lizzani (1971)
- Stanza 17-17 palazzo delle tasse, ufficio imposte, regia di Michele Lupo (1971)
- La mala ordina, regia di Fernando Di Leo (1972)
- Il generale dorme in piedi, regia di Francesco Massaro (1972)
- ...e alla fine lo chiamarono Jerusalem l'implacabile (Padella calibro 38) regia di Toni Secchi (1972)
- Abuso di potere, regia di Camillo Bazzoni (1972)
- La polizia ringrazia, regia di Stefano Vanzina (1972)
- La notte dell'ultimo giorno, regia di Adimaro Sala (1973)
- La signora è stata violentata, regia di Vittorio Sindoni (1973)
- La torta in cielo, regia di Lino Del Fra (1973)
- Ancora una volta prima di lasciarci, regia di Giuliano Biagetti (1973)
- Società a responsabilità molto limitata, regia di Paolo Bianchini (1973)
- Non toccare la donna bianca, regia di Marco Ferreri (1974)
- Permettete signora che ami vostra figlia?, regia di Gian Luigi Polidoro (1974)
- La polizia chiede aiuto, regia di Massimo Dallamano (1974)
- Gente di rispetto, regia di Luigi Zampa (1975)
- La verginella, regia di Mario Sequi (1975)
- Appuntamento con l'assassino (L'Agression), regia di Gérard Pirès (1975)
- L'ultimo treno della notte, regia di Aldo Lado (1975)
- La polizia ha le mani legate, regia di Luciano Ercoli (1975)
- Stato interessante, regia di Sergio Nasca (1977)
- Action, regia di Tinto Brass (1980)
- Habibi, amor mio, regia di Luis Gomez Valdivieso (1981)
- Uno scandalo perbene, regia di Pasquale Festa Campanile (1984)
- Qualcosa di biondo, regia di Maurizio Ponzi (1984)
- Mi faccia causa, regia di Steno (1985)
- Ginger e Fred, regia di Federico Fellini (1986)
- Grandi magazzini, regia di Castellano e Pipolo (1986)
- Giovanni Senzapensieri, regia di Marco Colli (1986)
- Ellepi, regia di Roberto Malenotti (1987)
- Il piccolo diavolo, regia di Roberto Benigni (1988)
- Ricky & Barabba, regia di Christian De Sica (1992)

### Televisione
- Poco a poco, regia di Alberto Sironi – miniserie TV (1980)
- Io e il duce, regia di Alberto Negrin – miniserie TV (1985)

## Riconoscimenti
- David di Donatello
  - 1986 – Candidatura al miglior attore non protagonista per Ginger e Fred

- Nastro d'argento
  - 1986 – Candidatura al miglior attore non protagonista per Ginger e Fred

- Ciak d'oro
  - 1986 – Migliore attore non protagonista per Ginger e Fred[12]

## Doppiatori italiani
- Giuseppe Rinaldi in Un maledetto imbroglio, I sicari di Hitler, Le sorprese dell'amore, Costa Azzurra, Il relitto, Il sentiero dei disperati
- Pino Locchi in Addio mia bella signora, La romana, Nel gorgo del peccato, Adorabili e bugiarde, Io la conoscevo bene
- Stefano Sibaldi in Torna!, Siluri umani
- Emilio Cigoli in Vortice, La schiava del peccato
- Gualtiero De Angelis in Calabuig, Orazi e Curiazi
- Riccardo Cucciolla in Una questione d'onore, Che notte ragazzi!
- Michele Gammino in Un dollaro per 7 vigliacchi, ...e alla fine lo chiamarono Jerusalem l'implacabile (Padella calibro 38)
- Alberto Sordi in Cronaca di un amore
- Carlo D'Angelo in Carica eroica
- Nino Manfredi in I vitelloni
- Manlio Busoni in Siluri umani (alcune scene)
- Mario Colli in Il bidone
- Marcello Prando in Racconti romani
- Nando Gazzolo in Racconti d'estate
- Roberto Villa in La donna degli altri è sempre più bella
- Giorgio Piazza in Il misterioso signor Van Eyck
- Carlo Alighiero in The Viscount - Furto alla banca mondiale
- Alberto Lionello in Ginger e Fred

## Doppiatore
- Terence Hill in Il gattopardo